# Cheilotrichia divaricata
Cheilotrichia divaricata är en tvåvingeart som först beskrevs av Alexander 1939.  Cheilotrichia divaricata ingår i släktet Cheilotrichia och familjen småharkrankar. Inga underarter finns listade i Catalogue of Life.